# EST (商業施設)
EST（エスト）は、大阪府大阪市北区角田町の梅田エリアにある複合商業施設。西日本旅客鉄道（JR西日本）のグループ会社であるJR西日本大阪開発（旧:大阪ステーション開発）が管理運営を行う。10-20代の若い女性客をメインターゲットとしたアパレルショップが多く立ち並ぶ。
2006年3月31日に現在のESTとしてリニューアルオープンするまではエスト1番街（エストワン）という名称であった。

## 沿革
- 1981年11月20日 - JR西日本（当時は国鉄）の高架下にエスト1番街（エストワン）を開業[2]。
- 2006年03月31日 - ESTとしてリニューアルオープン。

## 主なテナント
出店テナントの詳細については公式サイト「フロアガイド」を参照。

## 交通
- 阪急大阪梅田駅 3階南改札口より徒歩約3分。
- JR大阪駅 御堂筋口より徒歩約5分。